# Cesare De Agostini
Cesare De Agostini (Mantova, 4 agosto 1941 – 20 gennaio 2022) è stato un giornalista e scrittore italiano.

## Biografia
Era considerato uno dei più noti autori di storia dell'automobilismo e fu definito "uno dei massimi esperti viventi" nonché "il più grande biografo di Tazio Nuvolari". Scrisse per oltre trent'anni sulla Gazzetta di Mantova e collaborò per sessant'anni con Autosprint. I suoi libri hanno superato due volte la selezione del Premio Bancarella Sport, vinto nel 1983 con l'opera È sempre questione di cuore, biografia di Clay Regazzoni scritta con lui a quattro mani e alla quale fu conferito anche il Premio CONI. Pur non aggiudicandosi il premio Bancarella Sport nell'edizione del 2018, il suo libro Nuvolari, Lui venne menzionato come "meritevole di segnalazione per la quantità e la qualità dei contenuti". Studioso della storia della Chiesa, scrisse sui cardinali e sui conclavi del XX secolo.
Morì nel 2022 all'età di ottant'anni. Nello stesso anno, alla memoria sua e di Giuliano Enzi venne intitolata la sezione "Cultura e Sport" del Premio CONI.

## Opere

### Libri di sport
- Collana “Vite da corsa”
  - Castellotti. Un cuore rubato (con Gianni Cancellieri), Vimodrone, Giorgio Nada Editore, 2001
  - Castellotti. A Stolen Heart (con Gianni Cancellieri), Vimodrone, Giorgio Nada Editore, 2001 (edizione inglese)
  - Nuvolari. La leggenda rivive (con Gianni Cancellieri), Vimodrone, Giorgio Nada Editore, 2003
  - Nuvolari. The Legend lives on (con Gianni Cancellieri), Vimodrone, Giorgio Nada Editore, 2003 (edizione inglese)
  - La saga dei Marzotto, Vimodrone, Giorgio Nada Editore, 2003
  - Villoresi. Il «Gigi Nazionale», Vimodrone, Giorgio Nada Editore, 2004
  - Ascari. Un mito italiano, Vimodrone, Giorgio Nada Editore, 2005
  - Musso. L’ultimo poeta, Vimodrone, Giorgio Nada Editore, 2005
  - Monti. Il «Rosso volante», Vimodrone, Giorgio Nada Editore, 2006
  - Tenni. L’antenato di Valentino, Vimodrone, Giorgio Nada Editore, 2007
  - Farina. Il primo «iridato», Vimodrone, Giorgio Nada Editore, 2007
  - Baracca. L’eroe del Cavallino, Vimodrone, Giorgio Nada Editore, 2008
  - Rosemeyer. L’asso invincibile, Vimodrone, Giorgio Nada Editore, 2009
  - È sempre questione di cuore (con Clay Regazzoni), Vimodrone, Giorgio Nada Editore, 2011
  - Bandini. La speranza italiana, Vimodrone, Giorgio Nada Editore, 2012

- Anime e motori, Automobile Club Mantova, 1969, (da precedente e più estesa pubblicazione a puntate sulla Gazzetta di Mantova)
- Nuvolari, di Sergio Busi, Bologna, Cappelli Editore, 1965. Biografia agonistica a cura di Cesare De Agostini
- Antonio e Alberto Ascari, Roma, L’Editrice dell’Automobile, 1968
- L’antileggenda di Nuvolari, Milano, Sperling & Kupfer, 1972
- Le leggendarie Auto Union (con Gianni Cancellieri), Anzola Emilia, Editrice Grafiche Zanini, 1979 (edizioni aggiornate 1998 e 2014)
- Auto Union. Die große Rennen 1934-39 (con Gianni Cancellieri e Martin Schröder), Anzola Emilia, Editrice Grafiche Zanini, 1980
- Cisitalia (con Nino Balestra), Milano, Automobilia, 1980
- La Ferrari in tuta (con Giulio Borsari), San Lazzaro di Savena, Editoriale Il Borgo - Autosprint, 1980
- Maserati. Tutta la storia (con Gianni Cancellieri), Milano, Automobilia, 1981 (edizioni italiana, francese, inglese)
- La coda del Drago (con Sandro Munari), Villanova di Castenaso, Edis, Edizioni Rombo, 1981
- F.1/33 anni di Gran Premi iridati (con Gianni Cancellieri), San Lazzaro di Savena, Conti Editore, 1982
- È questione di cuore (con Clay Regazzoni), Milano, Sperling & Kupfer, 1982
- Gilles vivo. La febbre Villenuve (con Gianni Cancellieri), San Lazzaro di Savena, Conti Editore, 1983
- Enzo Ferrari. Il Sceriffo, San Lazzaro di Savena, Conti Editore, 1985
- Tazio vivo. La febbre Nuvolari (con Gianni Cancellieri), San Lazzaro di Savena, Conti Editore, 1987
- E la corsa continua (con Clay Regazzoni), Milano, Sperling & Kupfer, 1988
- L’avventura della Cisitalia in Cisitalia. Tecnologia e arte dell’automobile italiana (con Nino Balestra), Roma, Edizioni di Autocritica, 1989
- F.1/Storia del Mondiale 1950-1957 (con Gianni Cancellieri), San Lazzaro di Savena, Conti Editore, 1991
- Cisitalia. Catalogue raisonné 1945-1965 (con Nino Balestra), Milano, Automobilia, 1991 (edizioni italiana, francese, inglese)
- Polvere e gloria. La Coppa d’Oro delle Dolomiti (con Gianni Cancellieri), Vimodrone, Giorgio Nada Editore, 2000
- Maria Teresa de Filippis La Signorina F1, Silea, Sileagrafiche, 2005
- Nino Balestra. Una vita in pole position,  Silea, Sileagrafiche, 2008
- Morandi. Il primo delle Mille Miglia (con Fabrizio Rossi), Brescia, Fondazione Negri, 2009
- Alfa Romeo. Il libro ufficiale, (con Roberto Boccafogli, Luca Goldoni, Luciano Greggio, Alessandro Piccone, Lorenzo Ramaciotti), Vimodrone, Giorgio Nada Editore, 2010 (edizioni italiana e inglese)
- Anime e motori. Uomini e corse nella terra di Nuvolari (edizione riveduta e ampliata), San Biagio, Ponchiroli Editori, 2010
- Mantova perduta (da Mantova vecchiotta, precedente pubblicazione a puntate sulla Gazzetta di Mantova, 1970), San Biagio, Ponchiroli Editori, 2011
- Mantovani alla Mille Miglia (con Fabrizio Rossi), Brescia, Fondazione Negri, 2012
- Maserati. Un secolo di storia (con Gianni Cancellieri, Luca Dal Monte, Lorenzo Ramaciotti), Vimodrone, Giorgio Nada Editore, 2013 (edizioni italiana, inglese, cinese)
- Se questo è correre. Sogni e follie di un pilota mai stato, Vimodrone, Giorgio Nada Editore, 2014
- Don Ruspa. Vita straordinaria del prete Formula 1, Vimodrone, Giorgio Nada Editore, 2015
- Nuvolari, Lui, San Biagio, Ponchiroli Editori, 2017, (edizioni italiana e inglese)
- L’uomo che vola con i falchi, Brescia, Studio Negri, 2017
- Nuvolari intimo (con Fabrizio Rossi), Brescia, Fondazione Negri, 2018

### Storia della Chiesa
- Eminenti & eminentissimi. Tutti i cardinali del Novecento, Casale Monferrato, Piemme, 2000
- Segregati da Dio. Tutti i conclavi del Novecento, Casale Monferrato, Piemme, 2002
- Il santo nascosto. Gaspare Bertoni fondatore degli Stimmatini, Casale Monferrato, Piemme, 2004